# Cyrtodactylus papilionoides
Cyrtodactylus papilionoides este o specie de șopârle din genul Cyrtodactylus, familia Gekkonidae, ordinul Squamata, descrisă de Thomas M. Ulber și Grossmann 1991. Conform Catalogue of Life specia Cyrtodactylus papilionoides nu are subspecii cunoscute.